# Campionato balcanico maschile di pallacanestro 1962
Il 4º Campionato Balcanico Maschile di Pallacanestro, si è disputato a Istanbul, in Turchia, tra il 14 e il 18 novembre 1962.
Alla competizione fece il suo esordio la Grecia.

## Risultati
|    | Nazionale  | G | V | P | PF  | PS  | Diff. |
| -- | ---------- | - | - | - | --- | --- | ----- |
| 1. | Jugoslavia | 4 | 4 | 0 | 324 | 256 | +68   |
| 2. | Turchia    | 4 | 3 | 1 | 272 | 238 | +34   |
| 3. | Bulgaria   | 4 | 2 | 2 | 280 | 262 | +18   |
| 4. | Romania    | 4 | 1 | 3 | 218 | 284 | -66   |
| 5. | Grecia     | 4 | 0 | 4 | 240 | 294 | -54   |

## Classifica finale
| -  | Paese      | Formazione |
| -- | ---------- | ---------- |
|    | Jugoslavia |            |
|    | Turchia    |            |
|    | Bulgaria   |            |
| 4. | Romania    |            |
| 5. | Grecia     |            |